# Nederlandse kampioenschappen atletiek 2016
In 2016 werden de Nederlandse kampioenschappen atletiek al vroeg in het seizoen gehouden, namelijk van 16 tot en met 19 juni in het Olympisch Stadion (Amsterdam). Dit in verband met de Europese kampioenschappen die van 6 tot en met 10 juli eveneens in het Olympisch Stadion in Amsterdam zouden plaatsvinden, gevolgd door de Olympische Spelen in Rio in augustus. De kampioenschappen stonden als gevolg  hiervan voor een deel van de atleten in het teken van het halen van limieten om aan genoemde toernooien te kunnen deelnemen, terwijl verschillende anderen die zich reeds hadden gekwalificeerd, ontbraken om krachten te sparen, of sluimerende blessures te onderdrukken.
Het evenement, waarvan de organisatie evenals bij voorgaande gelegenheden in handen lag van de Amsterdamse atletiekvereniging Phanos in samenwerking met de Atletiekunie, was net als in 2015 uitgesmeerd over vier dagen.
De 10.000 m voor mannen vond plaats tijdens de wedstrijden om de Gouden Spike op 11 juni in Leiden. 

## Uitslagen

### 100 m
| wind: +1,3 m/s | wind: +1,3 m/s   | wind: +1,3 m/s |
| rang           | atleet           | prestatie      |
| -------------- | ---------------- | -------------- |
| Goud           | Churandy Martina | 10,11 s        |
| Zilver         | Solomon Bockarie | 10,21 s        |
| Brons          | Hensley Paulina  | 10,39 s        |

| wind: +0,2 m/s | wind: +0,2 m/s    | wind: +0,2 m/s |
| rang           | atlete            | prestatie      |
| -------------- | ----------------- | -------------- |
| Goud           | Naomi Sedney      | 11,44 s        |
| Zilver         | Tessa van Schagen | 11,53 s        |
| Brons          | Tasa Jiya         | 11,59 s        |

### 200 m
| wind: -1,7 m/s | wind: -1,7 m/s    | wind: -1,7 m/s |
| rang           | atleet            | prestatie      |
| -------------- | ----------------- | -------------- |
| Goud           | Churandy Martina  | 20,11 s        |
| Zilver         | Solomon Bockarie  | 20,44 s        |
| Brons          | Patrick van Luijk | 20,87 s        |

| wind: +0,4 m/s | wind: +0,4 m/s    | wind: +0,4 m/s |
| rang           | atlete            | prestatie      |
| -------------- | ----------------- | -------------- |
| Goud           | Tessa van Schagen | 22,86 s        |
| Zilver         | Tasa Jiya         | 23,39 s        |
| Brons          | Naomi Sedney      | 23,47 s        |

### 400 m
| rang   | atleet              | prestatie |
| ------ | ------------------- | --------- |
| Goud   | Liemarvin Bonevacia | 46,29 s   |
| Zilver | Bjorn Blauwhof      | 46,86 s   |
| Brons  | Terrence Agard      | 47,08 s   |

| rang   | atlete           | prestatie |
| ------ | ---------------- | --------- |
| Goud   | Lisanne de Witte | 53,12 s   |
| Zilver | Laura de Witte   | 53,47 s   |
| Brons  | Joyce Puts       | 55,66 s   |

### 800 m
| rang   | atleet            | prestatie |
| ------ | ----------------- | --------- |
| Goud   | Thijmen Kupers    | 1.45,25   |
| Zilver | Richard Douma     | 1.48,42   |
| Brons  | Wilfred van Holst | 1.50,29   |

| rang   | atlete           | prestatie |
| ------ | ---------------- | --------- |
| Goud   | Sanne Verstegen  | 2.01,38   |
| Zilver | Manon Kruiver    | 2.03,93   |
| Brons  | Suzanne Voorrips | 2.05,11   |

### 1500 m
| rang   | atleet            | prestatie |
| ------ | ----------------- | --------- |
| Goud   | Mike Foppen       | 3.54,10   |
| Zilver | Sjoerd Weijers    | 3.54,47   |
| Brons  | Vincent Hazeleger | 3.55,04   |

| rang   | atlete               | prestatie |
| ------ | -------------------- | --------- |
| Goud   | Manon Kruijver       | 4.28,26   |
| Zilver | Lotte Krause         | 4.30,52   |
| Brons  | Karin Nieuwenhuijsen | 4.32,07   |

### 5000 m
| rang   | atleet         | prestatie |
| ------ | -------------- | --------- |
| Goud   | Dennis Licht   | 14.08,13  |
| Zilver | Wouter Ploeger | 14.11,41  |
| Brons  | Mohamed Ali    | 14.11,88  |

| rang   | atlete          | prestatie |
| ------ | --------------- | --------- |
| Goud   | Susan Kuijken   | 15.37,26  |
| Zilver | Jip Vastenburg  | 15.38,23  |
| Brons  | Marcella Herzog | 16.15,28  |

### 10.000 m[3]
| rang   | atleet          | prestatie |
| ------ | --------------- | --------- |
| Goud   | Khalid Choukoud | 28.37,13  |
| Zilver | Roy Hoornweg    | 28.57,41  |
| Brons  | Ronald Schröer  | 29.19,54  |

### 110 m horden/100 m horden
| wind: -0,1 m/s | wind: -0,1 m/s | wind: -0,1 m/s |
| rang           | atleet         | prestatie      |
| -------------- | -------------- | -------------- |
| Goud           | Koen Smet      | 13,71 s        |
| Zilver         | Job Beintema   | 14,11 s        |
| Brons          | Jules de Bont  | 14,15 s        |

| wind: +3,5 m/s | wind: +3,5 m/s | wind: +3,5 m/s |
| rang           | atlete         | prestatie      |
| -------------- | -------------- | -------------- |
| Goud           | Eefje Boons    | 13,08 s        |
| Zilver         | Sharona Bakker | 13,25 s        |
| Brons          | Rosina Hodde   | 13,28 s        |

### 400 m horden
| rang   | atleet              | prestatie |
| ------ | ------------------- | --------- |
| Goud   | Jesper Arts         | 51,18 s   |
| Zilver | Stef van der Schaaf | 52,21 s   |
| Brons  | Bas van Leersum     | 52,30 s   |

| rang   | atlete       | prestatie |
| ------ | ------------ | --------- |
| Goud   | Bianca Baak  | 58,14 s   |
| Zilver | Myrthe Fonck | 58,79 s   |
| Brons  | Inge Drost   | 59,21 s   |

### 3000 m steeple
| rang   | atleet           | prestatie |
| ------ | ---------------- | --------- |
| Goud   | Simon Grannetia  | 9.08,29   |
| Zilver | Lucas Nieuweboer | 9.15,69   |
| Brons  | Cas Lutz         | 9.18,24   |

| rang   | atlete             | prestatie |
| ------ | ------------------ | --------- |
| Goud   | Veerle Bakker      | 10.33,49  |
| Zilver | Jasmijn Bakker     | 10.38,58  |
| Brons  | Jolanda Verstraten | 10.47,77  |

### 20 km snelwandelen
| rang   | atleet            | prestatie |
| ------ | ----------------- | --------- |
| Goud   | Rob Tersteeg      | 1:39.10   |
| Zilver | Rick Liesting     | 1:41.20   |
| Brons  | Andre van Slooten | 1:45.11   |

### 4 x 100 m
| rang   | atleet               | prestatie |
| ------ | -------------------- | --------- |
| Goud   | Rotterdam Atletiek 1 | 41,06 s   |
| Zilver | Rotterdam Atletiek 2 | 41,18 s   |
| Brons  | Phanos               | 41,71 s   |

| rang   | atlete  | prestatie |
| ------ | ------- | --------- |
| Goud   | Phanos  | 48,85 s   |
| Zilver | Fit     | 50,18 s   |
| Brons  | Phoenix | DSQ       |

### 4 x 400 m
| rang   | atleet             | prestatie |
| ------ | ------------------ | --------- |
| Goud   | Rotterdam Atletiek | 3.15,17   |
| Zilver | Phanos 1           | 3.17,33   |
| Brons  | Leiden Atletiek    | 3.18,22   |

| rang   | atlete               | prestatie |
| ------ | -------------------- | --------- |
| Goud   | Rotterdam Atletiek 2 | 3.42,85   |
| Zilver | Athlos               | 3.53,94   |
| Brons  | Phanos               | 3.57,56   |

### Verspringen
| rang   | atleet              | prestatie         |
| ------ | ------------------- | ----------------- |
| Goud   | Ignisious Gaisah    | 7,63 m (-1,2 m/s) |
| Zilver | Joeri van der Hooft | 7,17 m (+0,0 m/s) |
| Brons  | Pim Jehee           | 7,08 m (+0,0 m/s) |

| rang   | atlete             | prestatie         |
| ------ | ------------------ | ----------------- |
| Goud   | Astrid Ekelmans    | 6,02 m (+1,7 m/s) |
| Zilver | Patricia Krolis    | 5,84 m (+1,5 m/s) |
| Brons  | Lianne van Krieken | 5,81 m (+1,8 m/s) |

### Hink-stap-springen
| rang   | atleet         | prestatie          |
| ------ | -------------- | ------------------ |
| Goud   | Fabian Florant | 16,28 m (+1,0 m/s) |
| Zilver | Sander Hage    | 15,33 m (+0,4 m/s) |
| Brons  | Joshua Record  | 14,65 m (+2,6 m/s) |

| rang   | atlete          | prestatie          |
| ------ | --------------- | ------------------ |
| Goud   | Nora Ritzen     | 13,38 m (+0,3 m/s) |
| Zilver | Julia Talakua   | 12,41 m (-0,2 m/s) |
| Brons  | Patricia Krolis | 12,39 m (+0,8 m/s) |

### Hoogspringen
| rang   | atleet           | prestatie |
| ------ | ---------------- | --------- |
| Goud   | Jan Peter Larsen | 2,17 m    |
| Zilver | Dave Brandhoff   | 2,14 m    |
| Brons  | Douwe Amels      | 2,14 m    |

| rang   | atlete             | prestatie |
| ------ | ------------------ | --------- |
| Goud   | Marlies van Haaren | 1,76 m    |
| Zilver | Linda Hurkmans     | 1,73 m    |
| Brons  | Claudia Aernaudts  | 1,69 m    |

### Polsstokhoogspringen
| rang   | atleet          | prestatie |
| ------ | --------------- | --------- |
| Goud   | Menno Vloon     | 5,40 m    |
| Zilver | Nils Mulder     | 5,20 m    |
| Brons  | Koen Koenders   | 4,60 m    |
| Brons  | Steven Eleonora | 4,60 m    |

| rang   | atlete         | prestatie |
| ------ | -------------- | --------- |
| Goud   | Femke Pluim    | 4,37 m    |
| Zilver | Rianna Galiart | 4,27 m    |
| Brons  | Anita Karregat | 3,97 m    |

### Kogelstoten
| rang   | atleet          | prestatie |
| ------ | --------------- | --------- |
| Goud   | Patrick Cronie  | 18,60 m   |
| Zilver | Remco Goetheer  | 17,27 m   |
| Brons  | Maarten Persoon | 17,25 m   |

| rang   | atlete              | prestatie |
| ------ | ------------------- | --------- |
| Goud   | Melissa Boekelman   | 18,09 m   |
| Zilver | Jorinde van Klinken | 16,08 m   |
| Brons  | Benthe König        | 15,17 m   |

### Discuswerpen
| rang   | atleet          | prestatie |
| ------ | --------------- | --------- |
| Goud   | Erik Cadée      | 61,47 m   |
| Zilver | Stephan Dekker  | 57,03 m   |
| Brons  | Maarten Persoon | 56,44 m   |

| rang   | atlete              | prestatie |
| ------ | ------------------- | --------- |
| Goud   | Corinne Nugter      | 54,04 m   |
| Zilver | Jorinde van Klinken | 51,55 m   |
| Brons  | Dara Obot           | 49,19 m   |

### Speerwerpen
| rang   | atleet         | prestatie |
| ------ | -------------- | --------- |
| Goud   | Mart ten Berge | 75,46 m   |
| Zilver | Lars Timmerman | 74,50 m   |
| Brons  | Daan Meyer     | 70,85 m   |

| rang   | atlete           | prestatie |
| ------ | ---------------- | --------- |
| Goud   | Emma Oosterwegel | 52,45 m   |
| Zilver | Nadine Broersen  | 50,45 m   |
| Brons  | Lisanne Schol    | 49,51 m   |

### Kogelslingeren
| rang   | atleet            | prestatie |
| ------ | ----------------- | --------- |
| Goud   | Sander Stok       | 56,88 m   |
| Zilver | Etiènne Orbons    | 56,69 m   |
| Brons  | Jasper Christiaan | 56,05 m   |

| rang   | atlete               | prestatie |
| ------ | -------------------- | --------- |
| Goud   | Wendy Koolhaas       | 62,65 m   |
| Zilver | Sina Mai Holthuijsen | 57,67 m   |
| Brons  | Eva Reinders         | 55,54 m   |

### Tienkamp/Zevenkamp
| rang   | atleet        | prestatie |
| ------ | ------------- | --------- |
| Goud   | Bas Markies   | 7794 p    |
| Zilver | Sybren Blok   | 7428 p    |
| Brons  | Rody de Wolff | 7396 p    |

| rang   | atlete         | prestatie |
| ------ | -------------- | --------- |
| Goud   | Sophie Klumper | 5338 p    |
| Zilver | Pamela Kiel    | 5253 p    |
| Brons  | Lisanne Drost  | 5249 p    |

1904 · 
1908 · 
1909 · 
1910 · 
1911 · 
1912 · 
1913 · 
1914 · 
1915 · 
1917 · 
1918 · 
1919 · 
1920 · 
1921 · 
1922 · 
1923 · 
1924 · 
1925 · 
1926 · 
1927 · 
1928 · 
1929 · 
1930 · 
1931 · 
1932 · 
1933 · 
1934 · 
1935 · 
1936 · 
1937 · 
1938 · 
1939 · 
1940 · 
1941 · 
1942 · 
1943 · 
1944 · 
1946 · 
1947 · 
1948 · 
1949 · 
1950 · 
1951 · 
1952 · 
1953 · 
1954 · 
1955 · 
1956 · 
1957 · 
1958 · 
1959 · 
1960 · 
1961 · 
1962 · 
1963 · 
1964 · 
1965 · 
1966 · 
1967 · 
1968 · 
1969 · 
1970 · 
1971 · 
1972 · 
1973 · 
1974 · 
1975 · 
1976 · 
1977 · 
1978 · 
1979 · 
1980 · 
1981 · 
1982 · 
1983 · 
1984 · 
1985 · 
1986 · 
1987 · 
1988 · 
1989 · 
1990 · 
1991 · 
1992 · 
1993 · 
1994 · 
1995 · 
1996 · 
1997 · 
1998 · 
1999 · 
2000 · 
2001 · 
2002 · 
2003 · 
2004 · 
2005 · 
2006 · 
2007 · 
2008 · 
2009 · 
2010 · 
2011 · 
2012 · 
2013 · 
2014 · 
2015 · 
2016 ·
2017 ·
2018 ·
2019 ·
2020 ·
2021 ·
2022 ·
2023 ·
2024 ·
2025